# كارل دوغايد
كارل دوغايد (بالإنجليزية: Karl Duguid)‏ (21 مارس 1978 في المملكة المتحدة - ) هو لاعب كرة قدم بريطاني في مركز الوسط. لعب مع كولتشستر يونايتد ونادي بليموث أرجايل وNeedham Market F.C. ‏ وStanway Rovers F.C. ‏ وويلينج يونايتد.

## وصلات خارجية
- كارل دوغايد على موقع قاعدة بيانات كرة القدم.إي يو (الإنجليزية)
- كارل دوغايد على موقع Soccerbase.com (لاعب) (الإنجليزية)
- كارل دوغايد على موقع عالم كرة القدم.نت (الإنجليزية)